# 約拿
约拿（希伯來語：‎，阿拉伯语：‎或‎）天主教译为約納，伊斯蘭教译为優努斯、尤尼斯或者雅努斯，是一名亚伯拉罕诸教的先知，他的名字意为“鸽子”。
他出生于古西布伦（雅各第五子之地）（今加利利）边境上的迦特希弗城，距耶稣生长地拿撒勒很近，居北约3公里之远），其父亲亚米太（1:1）。约拿正是以色列王耶罗波安二世在位時期（约公元前790-749年）（王下14:25）的先知。与他同时代的先知，有：何西阿、阿摩司、弥迦和以赛亚。他们都是奉神差遣向以色列人或异国的人民传讲悔改的訊息。
根据《圣经》，他被上帝派遣往新亞述帝國的首都尼尼微，劝说当地人行在正当的道路。

## 爭議
約拿正是耶羅波安二世在位時期（約公元前790-749年）（王下14:25）的先知，所以約拿不可能生於公元前九世紀。